# Geschichte der Verwaltungsgliederung Thüringens
Dieser Artikel beschreibt die Entwicklung der Verwaltungsgliederung auf dem Gebiet des heutigen deutschen Landes Thüringen vom 19. Jahrhundert bis in die heutige Zeit. Vor 1920 war das Gebiet in verschiedene Kleinstaaten zersplittert. Im Jahr 1922 wurden im neu gegründeten Land Thüringen erstmals Landkreise gebildet. 1945 kamen die preußischen Gebiete im Norden des Landes zu Thüringen, bevor es 1952 aufgelöst und die drei Bezirke Erfurt, Gera und Suhl gebildet wurden. 1990 gründete man das Land Thüringen wieder, 1994 folgte eine Kreisreform, bei der die heutigen 17 Landkreise gebildet wurden.

## Vor 1920

Thüringische Staaten im Jahr 1910

Vor der Gründung des Landes Thüringen im Jahr 1920 bestanden die Kleinstaaten Sachsen-Weimar-Eisenach, Sachsen-Coburg und Gotha, Sachsen-Meiningen, Sachsen-Altenburg, Schwarzburg-Rudolstadt, Schwarzburg-Sondershausen, Reuß jüngerer Linie und Reuß älterer Linie auf dem Gebiet des heutigen Freistaats Thüringen. Daneben gehörten auch größere Teile des heutigen Thüringens zu Preußen, vor allem der ehemalige Regierungsbezirk Erfurt. Kleinere Gebiete gehörten zu den Regierungsbezirken Merseburg, Kassel und Hildesheim. Im Osten von Thüringen lagen einige sächsische Exklaven, ebenso gab es im Westen von Sachsen und in Unterfranken Exklaven thüringischer Staaten.
Die Verwaltungseinheiten in ihrer nachfolgenden Aufstellung bestanden in Preußen und Sachsen-Weimar-Eisenach seit 1815, in den drei anderen ernestinischen Herzogtümern seit 1826, in Reuß seit 1848 und in Schwarzburg bereits seit dem Stadtilmer Vertrag von 1599.
| Verwaltungseinheit                     | Verwaltungssitz         | Fläche 1910 (km²) | Einwohner 1885 | Einwohner 1910 | Gemeinden 1910 | Bev.-Dichte 1910 |
| -------------------------------------- | ----------------------- | ----------------- | -------------- | -------------- | -------------- | ---------------- |
| Sachsen-Weimar-Eisenach                |                         |                   |                |                |                |                  |
| Verwaltungsbezirk Weimar1              | Weimar                  | 0.972             | 174.451        | 111.694        | 157            | 0.115            |
| Verwaltungsbezirk Apolda               | Apolda, bis 1868 Weimar | 0.796             | 174.451        | 125.138        | 149            | 0.157            |
| Verwaltungsbezirk Eisenach             | Eisenach                | 0.571             | 089.802        | 077.112        | 070            | 0.135            |
| Verwaltungsbezirk Dermbach             | Dermbach                | 0.642             | 089.802        | 042.459        | 081            | 0.066            |
| Verwaltungsbezirk Neustadt an der Orla | Neustadt an der Orla    | 0.629             | 049.693        | 060.746        | 166            | 0.097            |
| Sachsen-Coburg und Gotha               |                         |                   |                |                |                |                  |
| Landesteil Coburg2                     | Coburg                  | 0.562             | 057.383        | 074.818        | 146            | 0.133            |
| Residenzstadt Coburg3                  | Coburg                  | 0.016             |                | 023.789        | 001            | 1.500            |
| Stadt Königsberg3                      | Königsberg in Franken   | 0.012             |                | 000.891        | 001            | 0.073            |
| Stadt Neustadt3                        | Neustadt                | 0.009             |                | 007.977        | 001            | 0.855            |
| Stadt Rodach3                          | Rodach bei Coburg       | 0.020             |                | 002.812        | 001            | 0.138            |
| Landratsamt Coburg                     | Coburg                  | 0.504             |                | 039.349        | 142            | 0.078            |
| Landesteil Gotha                       | Gotha                   | 1.394             | 141.446        | 182.359        | 157            | 0.131            |
| Residenzstadt Gotha3                   | Gotha                   | 0.036             |                | 039.553        | 001            | 1.109            |
| Stadt Ohrdruf3                         | Ohrdruf                 | 0.040             |                | 006.504        | 001            | 0.163            |
| Stadt Waltershausen3                   | Waltershausen           | 0.014             |                | 007.536        | 001            | 0.553            |
| Landratsamt Gotha                      | Gotha                   | 0.502             |                | 045.201        | 063            | 0.090            |
| Landratsamt Ohrdruf                    | Ohrdruf                 | 0.413             |                | 044.964        | 034            | 0.109            |
| Landratsamt Waltershausen              | Waltershausen           | 0.410             |                | 038.601        | 057            | 0.094            |
| Sachsen-Meiningen                      |                         |                   |                |                |                |                  |
| Kreis Meiningen                        | Meiningen               | 0.736             | 058.715        | 073.822        | 124            | 0.100            |
| Kreis Hildburghausen                   | Hildburghausen          | 0.786             | 052.436        | 061.495        | 127            | 0.078            |
| Kreis Sonneberg                        | Sonneberg               | 0.347             | 047.870        | 072.222        | 078            | 0.208            |
| Kreis Saalfeld                         | Saalfeld                | 0.599             | 055.863        | 071.223        | 143            | }.119            |
| Sachsen-Altenburg                      |                         |                   |                |                |                |                  |
| Stadt Altenburg4                       | Altenburg               | 0.012             | –              | 039.976        | 001            | 3.312            |
| Landratsamt Altenburg                  | Altenburg               | 0.360             | 111.403        | 061.950        | 169            | 0.172            |
| Landratsamt Roda                       | Roda                    | 0.666             | 050.057        | 063.696        | 158            | 0.096            |
| Landratsamt Ronneburg4                 | Ronneburg               | 0.285             | –              | 050.506        | 110            | 0.177            |
| Schwarzburg-Rudolstadt                 |                         |                   |                |                |                |                  |
| Oberherrschaft                         | Rudolstadt              | 0.734             | 066.230        | 080.758        | 147            | 0.128            |
| Stadt Rudolstadt5                      | Rudolstadt              | 0.070             | –              | 012.937        | 001            | 0.185            |
| Landratsamt Königsee                   | Königsee                | 0.201             |                | 034.308        | 052            | 0.127            |
| Landratsamt Rudolstadt                 | Rudolstadt              | 0.463             |                | 033.513        | 094            | 0.100            |
| Unterherrschaft                        | Frankenhausen           | 0.207             | 017.606        | 019.944        | 016            | 0.096            |
| Landratsamt Frankenhausen              | Frankenhausen           | 0.207             | 017.606        | 019.944        | 016            | 0.096            |
| Schwarzburg-Sondershausen              |                         |                   |                |                |                |                  |
| Oberherrschaft                         | Arnstadt                | 0.343             | 035.625        | 048.537        | 043            | 0.142            |
| Verwaltungsbezirk Arnstadt6            | Arnstadt                | 0.172             |                | 028.628        | 026            | }.167            |
| Verwaltungsbezirk Gehren6              | Gehren                  | 0.171             |                | 019.909        | 017            | 0.116            |
| Unterherrschaft                        | Sondershausen           | 0.519             | 037.981        | 041.380        | 050            | 0.080            |
| Verwaltungsbezirk Ebeleben7            | Ebeleben                | 0.253             | 037.981        | 014.512        | 026            | 0.057            |
| Verwaltungsbezirk Sondershausen7       | Sondershausen           | 0.266             | 037.981        | 026.868        | 024            | 0.101            |
| Reuß jüngerer Linie                    |                         |                   |                |                |                |                  |
| Landratsamt Gera                       | Gera                    | 0.283             | 110.598        | 110.578        | 088            | 0.391            |
| Landratsamt Schleiz8                   | Schleiz                 | 0.544             | 110.598        | 042.174        | 085            | 0.078            |
| Reuß älterer Linie                     |                         |                   |                |                |                |                  |
| Landratsamt Greiz                      | Greiz                   | 0.316             | 055.904        | 072.769        | 075            | 0.230            |
| Preußen                                |                         |                   |                |                |                |                  |
| Regierungsbezirk Erfurt                |                         |                   |                |                |                |                  |
| Stadtkreis Erfurt                      | Erfurt                  | 0.044             | 058.385        | 111.463        | 001            | 2.533            |
| Landkreis Erfurt                       | Erfurt                  | 0.281             | 026.244        | 038.169        | 043            | 0.136            |
| Landkreis Grafschaft Hohenstein        | Nordhausen              | 0.476             | 042.478        | 050.012        | 079            | 0.105            |
| Landkreis Heiligenstadt                | Heiligenstadt           | 0.434             | 038.321        | 042.502        | 089            | 0.098            |
| Landkreis Langensalza                  | Bad Langensalza         | 0.418             | 036.778        | 038.930        | 073            | 0.093            |
| Stadtkreis Mühlhausen9                 | Mühlhausen              | 0.064             | 025.141        | 035.091        | 001            | 0.548            |
| Landkreis Mühlhausen                   | Mühlhausen              | 0.396             | 032.842        | 037.553        | 051            | 0.095            |
| Stadtkreis Nordhausen10                | Nordhausen              | 0.022             | 026.960        | 032.564        | 001            | 1.480            |
| Landkreis Schleusingen                 | Schleusingen            | 0.458             | 041.816        | 055.189        | 058            | 0.121            |
| Landkreis Weißensee                    | Weißensee               | 0.292             | 025.438        | 025.199        | 055            | 0.086            |
| Landkreis Worbis                       | Worbis                  | 0.445             | 041.190        | 044.775        | 080            | 0.101            |
| Landkreis Ziegenrück                   | Ranis                   | 0.201             | 015.623        | 019.328        | 049            | 0.096            |
| Regierungsbezirk Merseburg             |                         |                   |                |                |                |                  |
| Landkreis Eckartsberga11               | Kölleda                 | 0.561             | 040.039        | 040.720        | 130            | 0.073            |
| Landkreis Sangerhausen11               | Sangerhausen            | 0.773             | 070.702        | 073.116        | 111            | 0.095            |
| Regierungsbezirk Kassel                |                         |                   |                |                |                |                  |
| Landkreis Herrschaft Schmalkalden      | Schmalkalden            | 0.280             | 031.114        | 044.561        | 038            | 0.159            |
| Regierungsbezirk Hildesheim            |                         |                   |                |                |                |                  |
| Landkreis Ilfeld                       | Ilfeld                  | 0.273             | 015.179        | 016.656        | 028            | 0.061            |
| Total                                  |                         | 17.7060           | 1.781.3130.    | 2.291.1840.    | 3.2260.        | 0.129            |

1Weimar wurde als I. Verwaltungsbezirk, die folgenden als II. bis V. Verwaltungsbezirk bezeichnet.
2In einer Volksabstimmung votierten die Bürger des Landesteils Coburg am 30. November 1919 für den Anschluss an Bayern, der am 1. Juli 1920 vollzogen wurde.
3In Sachsen-Coburg und Gotha wurden die selbständigen Städte als Immediatstädte bezeichnet. Sie sind seit 1858 selbständig.
4Altenburg wurde 1900 kreisfrei und das Landratsamt Ronneburg existierte ab 1900.
5Die Stadt Rudolstadt schied 1893 aus dem Bezirk des Landratsamtes Rudolstadt aus.
6Der Verwaltungsbezirk Arnstadt wurde 1912 aufgelöst. Arnstadt wurde zum Stadtkreis ernannt. Alle anderen Gemeinden wurden in den Kreis Gehren umgegliedert.
7Der Verwaltungsbezirk Ebeleben existierte von 1850 bis 1882 und wieder von 1897 bis 1912, dann wurde sein Gebiet in den Kreis Sondershausen eingegliedert. Zugleich wurde 1912 der Stadtkreis Sondershausen gebildet, der bis 1922 existierte.
81880 wurde das damalige Landratsamt Ebersdorf in Landratsamt Schleiz umbenannt.
9Mühlhausen wurde 1892 aus dem Kreis Mühlhausen ausgegliedert.
10Nordhausen wurde 1882 aus dem Kreis Nordhausen ausgegliedert.
11Die Landkreise Eckartsberga (etwa 50 : 50) und Sangerhausen (etwa 30 : 70) wurden im Zuge der Länderbildung 1990 auf Thüringen und Sachsen-Anhalt aufgeteilt.

## Von 1920 bis 1945
Auf dem Gebiet des heutigen Freistaats Thüringen lagen bis 1945 sowohl das Land Thüringen als auch die oben genannten preußischen Gebiete.

### Thüringischer Landesteil

Gliederung Thüringens nach der Kreisbildung 1922

Das Land Thüringen wurde 1920 durch die Vereinigung mehrerer Kleinstaaten gegründet. Für eine Übergangszeit bestanden die sieben Vorgängerstaaten unter der Bezeichnung „Gebiete“ noch als selbstverwaltete Kommunalverbände höherer Ordnung fort. Sie hatten jeweils eine Gebietsregierung und eine Gebietsvertretung. Die Kompetenzen dieser Gebiete gingen nach und nach auf das Land über, bis sie zum 1. April 1923 ganz aufgelöst wurden.
Nach der Kreisreform von 1922 gliederte sich das Land Thüringen in sechzehn Landkreise (einschließlich der Kreisabteilung Camburg) und zunächst neun Stadtkreise. 1926 stieg die Anzahl der Stadtkreise durch die erneute Kreisfreiheit der Stadt Zella-Mehlis auf zehn, verringerte sich aber nach deren Wiedereingliederung in den Landkreis Meiningen 1936 wiederum auf neun. Durch die Eingliederung der Kreisabteilung Camburg in den Landkreis Stadtroda verringerte sich 1939 die Anzahl der Landkreise auf fünfzehn.
1928 erfolgten ein Gebietsaustausch und eine Grenzbereinigung zwischen dem Freistaat Sachsen und dem Land Thüringen. Insgesamt kamen 1778 ha mit 2900 Einwohnern zu Thüringen und 1115 ha mit 4890 Einwohnern zu Sachsen.
Thüringen erhielt insbesondere das aus mehreren sächsischen Exklaven bestehende Ziegenhierdsche Ländchen bei Gera mit den Gemeinden und Fluren Lengefeld, Liebschwitz, Lietzsch, Niebra, Pösneck und Taubenpreskeln sowie den benachbarten Gemeinden Hilbersdorf, Loitzsch, Rückersdorf, Thonhausen und Grobsdorf. Außerdem wurden dem Land die Gemeinde Bocka bei Altenburg und Kauritz bei Gößnitz sowie die Flur Frohnsdorf der Gemeinde Ziegelheim und Teile der Gemeinde und Fluren Obergrünberg eingegliedert. Bei Greiz kamen von Sachsen die Flur Stelzen (ein Teil der Gemeinde Reuth), ein Teil der Gemeinde und Flur Noßwitz, die Flur Sachswitz (ein Teil der Gemeinde Elsterberg) und teilweise die Flur Cunsdorf (ein Teil der Gemeinde Reichenbach).
Im Austausch kamen nach Sachsen unter anderem einige Exklaven des früheren Herzogtums Sachsen-Altenburg, nämlich die Gemeinde Rußdorf bei Limbach-Oberfrohna, die Gemeinden Neukirchen, Wickersdorf und Harthau bei Waldenburg, aber auch die Gemeinden Untergötzenthal und Waldsachsen bei Meerane und ein Teil der Gemeinde Ponitz, die Flur Gosel. Bei Plauen wurden unter anderem teilweise die Flur Caselwitz, ein Teil der Gemeinde Greiz, die Gemeinde und die Flur Görschnitz sowie ein Teil der Gemeinde und Flur Schönbach dem Freistaat Sachsen zugeordnet.
| Landkreis                | Verwaltungssitz | Einwohner 1925 | Einwohner 1939 | Gemeinden 1939 |
| ------------------------ | --------------- | -------------- | -------------- | -------------- |
| Stadtkreis Altenburg     | Altenburg       | 042.570        | 044.338        | 001            |
| Landkreis Altenburg      | Altenburg       | 095.547        | 090.207        | 174            |
| Stadtkreis Apolda        | Apolda          | 025.703        | 027.936        | 001            |
| Stadtkreis Arnstadt      | Arnstadt        | 021.693        | 022.619        | 001            |
| Landkreis Arnstadt       | Arnstadt        | 088.292        | 091.741        | 096            |
| Stadtkreis Eisenach      | Eisenach        | 043.385        | 050.464        | 001            |
| Landkreis Eisenach       | Eisenach        | 096.525        | 106.875        | 157            |
| Stadtkreis Gera          | Gera            | 081.402        | 081.931        | 001            |
| Landkreis Gera           | Gera            | 088.345        | 095.301        | 213            |
| Stadtkreis Gotha         | Gotha           | 045.780        | 051.995        | 001            |
| Landkreis Gotha          | Gotha           | 104.178        | 111.101        | 103            |
| Stadtkreis Greiz         | Greiz           | 037.490        | 038.933        | 001            |
| Landkreis Greiz          | Greiz           | 050.802        | 052.399        | 084            |
| Landkreis Hildburghausen | Hildburghausen  | 060.239        | 061.424        | 107            |
| Stadtkreis Jena          | Jena            | 052.649        | 068.377        | 001            |
| Landkreis Meiningen      | Meiningen       | 084.750        | 0105.8621      | 094            |
| Landkreis Rudolstadt     | Rudolstadt      | 065.693        | 070.023        | 105            |
| Landkreis Saalfeld       | Saalfeld        | 073.664        | 080.773        | 116            |
| Landkreis Schleiz        | Schleiz         | 048.482        | 048.484        | 097            |
| Landkreis Sondershausen  | Sondershausen   | 072.164        | 071.918        | 071            |
| Landkreis Sonneberg      | Sonneberg       | 079.896        | 081.752        | 060            |
| Landkreis Stadtroda2     | Stadtroda       | 086.8693       | 089.846        | 239            |
| Stadtkreis Weimar        | Weimar          | 045.957        | 061.731        | 001            |
| Landkreis Weimar         | Weimar          | 102.802        | 107.819        | 207            |
| Stadtkreis Zella-Mehlis  | Zella-Mehlis    | 014.423        | 0–1            | 0–1            |
| Thüringen                | Weimar          | 1.609.3000.    | 1.743.6240.    | 1.9320.        |

1Der Stadtkreis Zella-Mehlis wurde 1936 in den Landkreis Meiningen eingegliedert.
2Der Landkreis Stadtroda wurde im Oktober 1920 zunächst als Landkreis Jena-Roda gebildet, bereits im November 1920 in Landkreis Roda und schließlich 1925 in Landkreis Stadtroda umbenannt.
3Die Einwohnerzahl umfasst das Gebiet des Landkreises Stadtroda inklusive der 1939 in den Landkreis Stadtroda eingegliederten Kreisabteilung Camburg (1925: 9771 Einwohner).

### Preußischer Landesteil
Den übrigen Teil des heutigen Thüringen machte größtenteils der Regierungsbezirk Erfurt aus, der seit 1815 zur preußischen Provinz Sachsen gehörte. Er umfasste drei Stadt- und acht Landkreise. 1944 wurde der Regierungsbezirk Erfurt mit dem Landkreis Herrschaft Schmalkalden, bisher Regierungsbezirk Kassel, dem Reichsstatthalter von Thüringen unterstellt.
| Landkreis                          | Verwaltungssitz    | Einwohner 1925 | Einwohner 1939 | Gemeinden 1939 |
| ---------------------------------- | ------------------ | -------------- | -------------- | -------------- |
| Regierungsbezirk Erfurt            |                    |                |                |                |
| Stadtkreis Erfurt                  | Erfurt             | 135.579        | 159.201        | 01             |
| Landkreis Erfurt                   | Erfurt             | 029.071        | 0–1            | 0–1            |
| Landkreis Grafschaft Hohenstein    | Nordhausen         | 051.679        | 067.7402       | 84             |
| Landkreis Heiligenstadt            | Heiligenstadt      | 045.719        | 048.175        | 67             |
| Landkreis Langensalza              | Bad Langensalza    | 039.632        | 040.073        | 41             |
| Stadtkreis Mühlhausen              | Mühlhausen         | 036.755        | 041.493        | 01             |
| Landkreis Mühlhausen               | Mühlhausen         | 040.511        | 042.169        | 43             |
| Stadtkreis Nordhausen              | Nordhausen         | 035.056        | 040.673        | 01             |
| Landkreis Schleusingen             | Schleusingen/Suhl3 | 058.833        | 064.711        | 53             |
| Landkreis Weißensee                | Weißensee          | 029.856        | 063.9681       | 68             |
| Landkreis Worbis                   | Worbis             | 048.120        | 046.978        | 49             |
| Landkreis Ziegenrück               | Ranis              | 019.457        | 021.414        | 38             |
| Regierungsbezirk Kassel            |                    |                |                |                |
| Landkreis Herrschaft Schmalkalden4 | Schmalkalden       | 048.694        | 051.666        | 36             |
| Regierungsbezirk Hildesheim        |                    |                |                |                |
| Landkreis Ilfeld                   | Ilfeld             | 017.141        | 0–2            | 0–2            |
| Regierungsbezirk Merseburg         |                    |                |                |                |
| Landkreis Eckartsberga             | Kölleda            | 042.182        | 043.428        | 75             |
| Landkreis Sangerhausen             | Sangerhausen       | 075.192        | 074.295        | 71             |
| Preußische Landesteile             | (Erfurt)           | 734.020        | 805.984        | 6280           |

1) Der Landkreis Erfurt wurde 1932 in den Landkreis Weißensee eingegliedert.
2) Der Landkreis Ilfeld wurde 1932 zwischen den Landkreisen Grafschaft Hohenstein und Wernigerode aufgeteilt.
3) Das Landratsamt wurde 1929 von Schleusingen nach Suhl verlegt.
4) Der Landkreis Herrschaft Schmalkalden gehörte ab 1944 zum Regierungsbezirk Erfurt

## 1945 bis 1952
Nach 1945 kam es zu einigen Grenzänderungen zwischen den Besatzungszonen. Im Rahmen des Wanfrieder Abkommens, eines Gebietsaustausches an der wichtigen Nord-Süd-Eisenbahnstrecke Göttingen–Bebra, kamen die hessischen Dörfer Sickenberg, Asbach, Vatterode und Weidenbach/Hennigerode zum Landkreis Heiligenstadt und dafür die thüringischen Dörfer Neuseesen und Werleshausen zum Landkreis Witzenhausen in Hessen. Als Austausch für den östlichen Teil des Kreises Blankenburg im Harz wurden die Gemeinden Bad Sachsa und Tettenborn aus dem ehemaligen Regierungsbezirk Erfurt in den Landkreis Osterode am Harz (Niedersachsen) eingegliedert. Außerdem wurden Besenhausen bei Kirchgandern in den Landkreis Göttingen (Niedersachsen) eingegliedert und die Exklave Ostheim dem Freistaat Bayern zugeordnet.
Die Grenzkorrekturen der Besatzungsmächte wurden staatsgebietsrechtlich zwischen den beteiligten Landesregierungen niemals geklärt. De facto herrscht seitdem der Zustand der verwaltungsmäßigen Eingliederung der betreffenden Gebiete in die jeweiligen Länder.
Im Übrigen erfolgte 1945 die Bildung des vergrößerten Landes Thüringen innerhalb der Sowjetischen Besatzungszone, bestehend aus dem Land Thüringen von 1920, jedoch ohne die Exklave Allstedt des Landkreises Weimar, die dem neuen Land Sachsen-Anhalt eingegliedert wurde, ferner aus dem Gebiet des früheren preußischen Regierungsbezirkes Erfurt einschließlich des Landkreises Herrschaft Schmalkalden. Außerdem wurde im Zuge einer Neugliederung am 1. Juli 1950 aus Teilen der Landkreise Eisenach (im Westen) und Meiningen (im Osten) der Landkreis Bad Salzungen gebildet.

## Von 1952 bis 1990
1952 wurde das Land Thüringen aufgelöst. Es wurden die drei Bezirke Erfurt, Gera und Suhl gebildet. Die Stadt- und Landkreise wurden neu aufgeteilt. Die Zahl der Stadtkreise wurde von zwölf auf vier reduziert, die Zahl der Landkreise hingegen von 23 auf 35 erhöht. Dabei kamen der Kreis Altenburg und der Kreis Schmölln zum Bezirk Leipzig sowie der neue Kreis Artern, bestehend aus Gebieten des Landes Thüringen und des Landes Sachsen-Anhalt, zum Bezirk Halle.
Es erfolgten Grenzbereinigungen, bei denen einzelne Städte und Gemeinden an Nachbarkreise angegliedert wurden, wodurch sich auch die Bezirksgrenzen gegenüber den ehemaligen Landesgrenzen verschoben.
- Im Bezirk Erfurt gab
  - der Landkreis Nordhausen die Gemeinden Benneckenstein und Sorge an den Kreis Wernigerode und die Gemeinde Bösenrode an den Kreis Sangerhausen ab.
  - Aus dem Landkreis Sangerhausen wurden die Stadt Heringen/Helme sowie die Gemeinden Auleben, Bielen, Görsbach, Hain, Hamma, Herrmannsacker, Rodishain, Steinbrücken, Stempeda, Sundhausen, Uthleben und Windehausen übernommen.
  - Für den Landkreis Sondershausen ergab sich, dass die Orte Bad Frankenhausen, Borxleben, Esperstedt, Göllingen, Günserode, Ichstedt, Oldisleben, Ringleben, Rottleben, Seega, Seehausen, Steinthaleben und Udersleben des ehemaligen Fürstentums Schwarzburg-Rudolstadt an den neuen Kreis Artern des Bezirks Halle abgegeben wurden.
  - Der neue Kreis Sömmerda erhielt vom aufgelösten Landkreis Kölleda (ehem. Eckartsberga) aus dem Regierungsbezirk Merseburg die Gemeinden Altenbeichlingen, Bachra, Backleben, Battgendorf, Beichlingen, Burgwenden, Frohndorf, Griefstedt, Großmonra, Kölleda, Leubingen, Ostramondra, Roldisleben, Rothenberga, Schafau und Schillingstedt sowie der Kreis Apolda den Ort Auerstedt.

- Im Bezirk Gera gab es die folgenden Gebietsänderungen:
  - Vom Landkreis Weißenfels (Bezirk Halle) wurden die Gemeinden Böhlitz, Großhelmsdorf, Kischlitz, Launewitz, Lindau, Nautschütz, Rudelsdorf, Willschütz und die Stadt Schkölen dem Kreis Stadtroda neu zugeordnet sowie die Gemeinden Aue, Casekirchen, Cauerwitz, Crauschwitz, Crölpa-Löbschütz, Freiroda, Heiligenkreuz, Janisroda, Kaatschen, Kleingestewitz, Köckenitzsch, Leislau, Molau, Neidschütz, Prießnitz, Schieben, Seidewitz, Seiselitz, Sieglitz, Tultewitz und Utenbach zum Kreis Weißenfels ausgegliedert.
  - Aus dem Landkreis Zeitz (Bezirk Halle) wurden dem Kreis Eisenberg die Gemeinden Nickelsdorf und Silbitz sowie die Stadt Crossen an der Elster neu zugeordnet.
  - Dem Kreis Gera-Land wurden aus dem Landkreis Zwickau (Bezirk Chemnitz) die Gemeinden Seelingstädt und Zwirtzschen neu zugeordnet sowie die Gemeinden Großpillingsdorf und Mannichswalde zum Kreis Werdau (Bezirk Chemnitz) ausgegliedert.
  - Aus dem Landkreis Greiz wurde die Gemeinde Fraureuth an den Kreis Werdau (Bezirk Chemnitz) sowie die Gemeinde Fröbersgrün an den Kreis Plauen-Land (Bezirk Chemnitz) ausgegliedert.
  - Aus dem Landkreis Plauen (Bezirk Chemnitz) wurden dem Kreis Schleiz die Gemeinden Langenbach, Langenbuch, Dröswein und Mühltroff, dem Landkreis Zeulenroda die Gemeinden Ebersgrün, Ranspach, Thierbach, Unterreichenau und die Stadt Pausa/Vogtl. (mit Bad Linda, Oberreichenau, Wallengrün) sowie dem Kreis Greiz die Gemeinden Cunsdorf, Görschnitz, Noßwitz, Pansdorf, Tremnitz und die Stadt Elsterberg (mit Gippe) neu zugeordnet.

| Landkreis            | Verwaltungssitz    | Fläche (1985) | Einwohner 1955 | Einwohner 1985 |
| -------------------- | ------------------ | ------------- | -------------- | -------------- |
| Bezirk Erfurt        |                    |               |                |                |
| Kreis Apolda         | Apolda             | 243           | 058.300        | 049.236        |
| Kreis Arnstadt       | Arnstadt           | 502           | 071.000        | 066.581        |
| Kreis Eisenach       | Eisenach           | 708           | 123.500        | 115.642        |
| Stadt Erfurt         | Erfurt             | 106           | 188.100        | 216.046        |
| Kreis Erfurt-Land    | Erfurt             | 535           | 060.700        | 047.573        |
| Kreis Gotha          | Gotha              | 768           | 161.700        | 144.561        |
| Kreis Heiligenstadt  | Heiligenstadt      | 385           | 045.600        | 043.009        |
| Kreis Langensalza    | Bad Langensalza    | 507           | 054.700        | 046.355        |
| Kreis Mühlhausen     | Mühlhausen         | 574           | 104.000        | 092.193        |
| Kreis Nordhausen     | Nordhausen         | 714           | 117.800        | 109.758        |
| Kreis Sömmerda       | Sömmerda           | 556           | 069.900        | 066.812        |
| Kreis Sondershausen  | Sondershausen      | 598           | 061.400        | 054.491        |
| Stadt Weimar         | Weimar             | 051           | 066.700        | 063.373        |
| Kreis Weimar-Land    | Weimar             | 543           | 049.300        | 044.823        |
| Kreis Worbis         | Worbis             | 558           | 070.100        | 075.093        |
| Bezirk Gera          |                    |               |                |                |
| Kreis Eisenberg      | Eisenberg          | 242           | 038.700        | 034.056        |
| Stadt Gera           | Gera               | 078           | 098.000        | 131.843        |
| Kreis Gera-Land      | Gera               | 470           | 074.700        | 059.419        |
| Kreis Greiz          | Greiz              | 228           | 069.500        | 057.304        |
| Stadt Jena           | Jena               | 059           | 083.100        | 107.401        |
| Kreis Jena-Land      | Jena               | 367           | 041.200        | 034.736        |
| Kreis Lobenstein     | Lobenstein         | 356           | 030.300        | 028.544        |
| Kreis Pößneck        | Pößneck            | 411           | 063.400        | 054.031        |
| Kreis Rudolstadt     | Rudolstadt         | 469           | 068.100        | 069.421        |
| Kreis Saalfeld       | Saalfeld           | 337           | 059.500        | 058.817        |
| Kreis Schleiz        | Schleiz            | 455           | 039.400        | 032.341        |
| Kreis Stadtroda      | Stadtroda          | 272           | 029.400        | 033.962        |
| Kreis Zeulenroda     | Zeulenroda         | 263           | 045.300        | 039.445        |
| Bezirk Suhl          |                    |               |                |                |
| Kreis Bad Salzungen  | Bad Salzungen      | 622           | 086.000        | 089.755        |
| Kreis Hildburghausen | Hildburghausen     | 697           | 063.700        | 059.471        |
| Kreis Ilmenau        | Ilmenau            | 347           | 068.300        | 069.099        |
| Kreis Meiningen      | Meiningen          | 705           | 072.900        | 069.745        |
| Kreis Neuhaus        | Neuhaus am Rennweg | 321           | 043.600        | 037.470        |
| Kreis Schmalkalden   | Schmalkalden       | 406           | 067.900        | 064.929        |
| Kreis Sonneberg      | Sonneberg          | 306           | 066.400        | 059.736        |
| Stadt Suhl           | Suhl               | 066           | 0–1            | 054.392        |
| Kreis Suhl-Land      | Zella-Mehlis       | 387           | 079.8001       | 045.001        |
| Bezirk Leipzig       |                    |               |                |                |
| Kreis Altenburg      | Altenburg          | 345           | 118.600        | 107.274        |
| Kreis Schmölln       | Schmölln           | 224           | 043.900        | 032.351        |
| Bezirk Halle         |                    |               |                |                |
| Kreis Artern         | Artern             | 473           | 065.100        | 055.450        |
| Gesamt               | Gesamt             | 16.24700.     | 2.819.0000.    | 2.721.5370.    |

1) Die Stadt Suhl wurde 1968 aus dem Kreis Suhl ausgegliedert und kreisfreie Stadt.

## Von 1990 bis 1994

Bildung des Landes Thüringen 1990

1990 wurde der Freistaat Thüringen aus den drei Bezirken Erfurt, Gera und Suhl sowie den Landkreisen Altenburg und Schmölln des Bezirkes Leipzig und dem Landkreis Artern des Bezirkes Halle neu gebildet. Aufgrund der ehemaligen Bezirksgrenzen wurde das neue Land ungefähr 600 km² größer als es 1952 war. Die Landkreise der ehemaligen DDR bestanden noch bis 1994 fort.
Die nachfolgend aufgeführten ehemals sächsischen Gemeinden, welche 1952 dem Bezirk Gera zugeordnet wurden, kamen 1992 nach Bürgerentscheid gemäß einem Staatsvertrag von Thüringen in den damaligen Landkreis Plauen des Freistaates Sachsen: Die Gemeinden Stadt Elsterberg mit Noßwitz und Görschnitz aus dem Landkreis Greiz, die Gemeinden Langenbach, Stadt Mühltroff und Thierbach aus dem Landkreis Schleiz sowie die Gemeinden Ebersgrün, Stadt Pausa/Vogtl., Ranspach und Unterreichenau aus dem Landkreis Zeulenroda. 1994 folgte die Gemeinde Cunsdorf (Landkreis Greiz), die vorher ein Ortsteil von Schönbach war.
Durch Kommunalreformen verringerte sich die Anzahl der Gemeinden in Thüringen von 1708 Ende des Jahres 1991 auf 992 im Jahr 2006.

## Von 1994 bis 2009

Kreisreform in Thüringen 1994
Farbige Flächen: alte Landkreise, Kfz-Kennzeichen in schwarzer Schrift
Schwarze Grenzen: neue Landkreise, Kfz-Kennzeichen in roter Schrift

Seit der Kreisreform vom 1. Juli 1994 besteht Thüringen aus 17 Landkreisen und fünf kreisfreien Städten. Die Anzahl der Gemeinden reduzierte sich seitdem fast jedes Jahr, da die Landesregierung freiwillige Gemeindezusammenschlüsse unterstützte. Darunter waren zwischen 1994 und 2009 vier kreisübergreifende Gebietsänderungen, deren bedeutsamste die am 1. Januar 1998 erfolgte Erlangung der Kreisfreiheit von Eisenach ist.
| Landkreis                        | Verwaltungssitz | Fläche (2005) | Einwohner 1994 | Einwohner 30. Sept. 2006 | Gemeinden 1994 | Gemeinden 2008 |
| -------------------------------- | --------------- | ------------- | -------------- | ------------------------ | -------------- | -------------- |
| Landkreis Altenburger LandA      | Altenburg       | 0.569         | 121.559        | 105.131                  | 050            | 42             |
| Landkreis Eichsfeld              | Heiligenstadt   | 0.940         | 117.790        | 109.327                  | 101            | 90             |
| Stadt Eisenach1                  | Eisenach        | 0.104         | 046.008        | 043.761                  | –              | 01             |
| Stadt Erfurt                     | Erfurt          | 0.269         | 213.472        | 202.352                  | 001            | 01             |
| Stadt Gera                       | Gera            | 0.152         | 126.035        | 103.226                  | 001            | 01             |
| Landkreis Gotha                  | Gotha           | 0.936         | 148.437        | 142.833                  | 074            | 63             |
| Landkreis Greiz                  | Greiz           | 0.843         | 127.861        | 115.025                  | 079            | 62             |
| Landkreis Hildburghausen         | Hildburghausen  | 0.937         | 075.478        | 070.428                  | 051            | 43             |
| Ilm-Kreis                        | Arnstadt        | 0.843         | 123.834        | 116.015                  | 050            | 44             |
| Stadt Jena                       | Jena            | 0.114         | 102.204        | 102.005                  | 001            | 01             |
| Kyffhäuserkreis                  | Sondershausen   | 1.035         | 098.785        | 087.491                  | 074            | 50             |
| Landkreis Nordhausen             | Nordhausen      | 0.711         | 102.405        | 092.899                  | 055            | 33             |
| Saale-Holzland-KreisB            | Eisenberg       | 0.817         | 091.793        | 090.058                  | 103            | 95             |
| Saale-Orla-Kreis                 | Schleiz         | 1.148         | 102.875        | 092.403                  | 116            | 76             |
| Landkreis Saalfeld-RudolstadtC   | Saalfeld        | 1.035         | 140.112        | 124.008                  | 093            | 41             |
| Landkreis Schmalkalden-Meiningen | Meiningen       | 1.210         | 147.860        | 136.261                  | 083            | 67             |
| Landkreis Sömmerda               | Sömmerda        | 0.804         | 082.667        | 076.364                  | 055            | 55             |
| Landkreis Sonneberg              | Sonneberg       | 0.433         | 071.454        | 063.337                  | 019            | 16             |
| Stadt Suhl                       | Suhl            | 0.103         | 054.379        | 042.131                  | 001            | 01             |
| Unstrut-Hainich-Kreis            | Mühlhausen      | 0.975         | 122.713        | 113.019                  | 062            | 47             |
| Wartburgkreis                    | Bad Salzungen2  | 1.305         | 0149.4723      | 137.118                  | 082            | 62             |
| Stadt Weimar                     | Weimar          | 0.084         | 062.233        | 064.532                  | 001            | 01             |
| Landkreis Weimarer LandD         | Apolda          | 0.803         | 088.350        | 087.464                  | 089            | 76             |

1Eisenach ist seit dem 1. Januar 1998 kreisfreie Stadt.
2Der alleinige Kreissitz wurde zum 1. Januar 1998 nach Bad Salzungen verlegt. Vorher waren Bad Salzungen und Eisenach Kreisstädte.
3Die Einwohnerzahl Eisenachs wird hier nicht berücksichtigt.
ABis zum 10. August 1994 hieß der Landkreis Altenburger Land Landkreis Altenburg.
BBis zum 28. September 1994 hieß der Saale-Holzland-Kreis Holzlandkreis.
CBis zum 28. September 1994 hieß der Landkreis Saalfeld-Rudolstadt Schwarza-Kreis.
DBis zum 4. November 1994 hieß der Landkreis Weimarer Land Landkreis Weimar-Land.

## Seit 2009
Für die Legislaturperiode 2009–2014 waren vor allem durch die Parteien Die Linke und SPD weitgehende Kreisgebietsreformen vorgesehen. In der schwarz-roten Koalition aus CDU und SPD sollen weiterhin Veränderungen in der Verwaltungsgliederung Thüringens, wenn auch in geringerem Ausmaß auf der Ebene der Gemeinden, stattfinden.
Konkrete Planungen für eine Kreisreform sah der Koalitionsvertrag nicht vor.
Der nach der Landtagswahl 2009 zwischen CDU und SPD geschlossene Koalitionsvertrag sah vor, durch eine Expertenkommission eine mittel- bis langfristige Funktional- und Gebietsreform (mit einer möglichen Kreisgebietsreform) zu prüfen, die allerdings nicht in der Legislatur bis 2014 beschlossen werden sollte. Im Januar 2013 legte die Kommission einen Vorschlag vor, der die Reduzierung von 17 auf 8 Landkreise sowie den Erhalt lediglich Erfurts und Jenas als kreisfreie Städte vorsieht, wobei sich der Zuschnitt der Kreise an den bereits existierenden Planungsregionen orientiert und diese in jeweils zwei Kreise aufgeteilt werden. Angenommen wurde eine Mindestkreisgröße von 150.000 Einwohnern, die auch im Jahr 2050 nicht unterschritten werden sollte. Der Landkreis Schmalkalden-Meiningen soll im Modell als einziger Kreis auf zwei Nachfolgekreise aufgeteilt werden. Eine weitere Kommission, bestehend aus sechs Kabinettsmitgliedern der Landesregierung, sollte die Vorschläge der Expertenkommission prüfen und das weitere Vorgehen eruieren. Es wurde in der Diskussion auch die Berücksichtigung historischer Bezüge in der künftigen Kreisstruktur gefordert.
Von 2009 bis 2013 erfolgten in jedem Jahr Gemeindefusionen, so dass es am 31. Dezember 2013 noch 849 Gemeinden in Thüringen gab.
Im neuen Koalitionsvertrag 2014 zwischen den drei Parteien Die Linke, SPD und Bündnis 90/Die Grünen findet sich folgende Formulierung: „Die Verwaltungs-, Funktional- und Gebietsreform soll so vorangetrieben werden, dass sie spätestens zu den kommenden Kreistags- und Gemeinderatswahlen wirksam werden kann.“
Am 22. September 2015 wurde das Leitbild für die Funktional- und Gebietsreform vorgestellt und am 22. Dezember beschlossen. Dabei wurde eine Größenordnung von 130.000 bis maximal 230.000 Einwohnern für zukünftige Landkreise bekanntgegeben. Eine Fläche von 3000 Quadratkilometern sollte bei Fusionen nicht überschritten werden. Die Landkreise sollten als Ganzes fusioniert und nur in Ausnahmefällen zerschlagen werden. Kreisfreie Städte galten als zukunftsfähig, wenn sie eine Einwohnerzahl von 100.000 erfüllen. Dies erreichten nur Erfurt und Jena. Grundlage bildete die Bevölkerungsprognose für das Jahr 2035. Am 23. Juni 2016 wurde das Vorschaltgesetz durch den Landtag verabschiedet. In besonders einwohnerschwachen Gebieten sollten Ausnahmen möglich sein.
Bis April 2017 wurden vier Vorschläge zur Kreisneugliederung vorgestellt, die alle die Bildung von acht Landkreisen vorsahen und sich an den Vorgaben des Vorschaltgesetzes orientierten.
Im November 2017 wurde die Fusion von Landkreisen von Seiten des Koalitionsausschusses für nicht mehr machbar erklärt. Stattdessen sollen die Landkreise stärker kooperieren.
Durch freiwillige Zusammenschlüsse im Rahmen von fünf Neugliederungsgesetzen zwischen 2018 und 2024 wurde die Anzahl der Gemeinden von 849 im Jahr 2013 um 244 auf 605 im Jahr 2024 reduziert (−28,7 %). Gleichzeitig verminderte sich die Anzahl von Verwaltungsgemeinschaften von 69 im Jahr 2013 um 27 auf 42 im Jahr 2024 (−39,1 %).
Zum 1. Januar 2019 gab es drei kreisübergreifende Gebietsänderungen.
Am 1. Juli 2021 ließ sich die kreisfreie Stadt Eisenach freiwillig in den Wartburgkreis eingliedern.
In den Jahren 2023 und 2024 gab es drei kreisübergreifende Gebietsänderungen.

## Liste der kreisfreien Städte
1. Altenburg (1900 bis 1950)
2. Apolda (1922 bis 1950)
3. Arnstadt (1912 bis 1950)
4. Coburg (1858 bis 1920, dann in Bayern)
5. Eisenach (1922 bis 1950; 1998 bis 2021)
6. Erfurt (1816 bis 1818; seit 1872)
7. Gera (seit 1922)
8. Gotha (1858 bis 1950)
9. Greiz (1922 bis 1950)
10. Jena (seit 1922)
11. Königsberg in Franken (1858 bis 1920, dann in Bayern)
12. Meiningen (bis 1868)
13. Mühlhausen (1892 bis 1950)
14. Neustadt (1858 bis 1920, dann in Bayern)
15. Nordhausen (1882 bis 1950)
16. Ohrdruf (1858 bis 1922)
17. Rodach (1858 bis 1920, dann in Bayern)
18. Rudolstadt (1893 bis 1922)
19. Sondershausen (1912 bis 1922)
20. Suhl (seit 1968)
21. Waltershausen (1858 bis 1922)
22. Weimar (seit 1922)
23. Zella-Mehlis (1920 bis 1922, 1926 bis 1936)

## Liste der Kreisstädte
1. Altenburg
2. Apolda (1868 bis 1922 und seit 1952)
3. Arnstadt (bis 1912 und seit 1922)
4. Artern (1952 bis 1994)
5. Bad Frankenhausen (bis 1922)
6. Bad Langensalza (1956 bis 1994, vorher Langensalza)
7. Bad Salzungen (seit 1950 s. a. Salzungen)
8. Camburg (1829 bis 1868 und 1922 bis 1939)
9. Coburg (bis 1920, dann in Bayern)
10. Dermbach, Kreishauptort (1850 bis 1922)
11. Ebeleben (1850 bis 1882 und 1897 bis 1912)
12. Ebersdorf (bis 1824 und 1852 bis 1880)
13. Eisenach (1815 bis 1997)
14. Eisenberg (seit 1952)
15. Eisfeld (1829 bis 1868)
16. Erfurt (1816 bis 1932 und 1952 bis 1994)
17. Gehren (1850 bis 1922)
18. Gera (bis 1994)
19. Gotha
20. Gräfenthal (1829 bis 1868)
21. Greiz
22. Greußen (1850 bis 1858)
23. Heiligenstadt (seit 1816)
24. Heldburg (1829 bis 1842)
25. Hildburghausen
26. Ilfeld (1866 bis 1932)
27. Ilmenau (1952 bis 1994)
28. Jena (1952 bis 1994)
29. Kölleda (1824 bis 1952)
30. Königsee (1850 bis 1922)
31. Kranichfeld (1829 bis 1867)
32. Langensalza (1816 bis 1950 und 1952 bis 1956, dann Bad Langensalza)
33. Lobenstein (bis 1848 und 1952 bis 1994, jetzt Bad Lobenstein)
34. Meiningen (seit 1826)
35. Mühlhausen (seit 1816)
36. Neuhaus am Rennweg (1952 bis 1994)
37. Neustadt an der Orla (1815 bis 1922)
38. Nordhausen (seit 1816)
39. Ohrdruf (1858 bis 1922)
40. Pößneck (1952 bis 1994)
41. Ranis (1816 bis 1952)
42. Roda (1876 bis 1925, dann Stadtroda)
43. Römhild (1829 bis 1868)
44. Ronneburg (1900 bis 1922)
45. Rudolstadt (bis 1858 und 1868 bis 1994)
46. Saalfeld
47. Salzungen (1829 bis 1868, s. a. Bad Salzungen)
48. Schleiz (bis 1871 und ab 1880)
49. Schleusingen (1816 bis 1929)
50. Schmalkalden (1866 bis 1950 und 1952 bis 1994)
51. Schmölln (1876 bis 1881 und 1952 bis 1994)
52. Sömmerda (seit 1952)
53. Sondershausen
54. Sonneberg (seit 1826)
55. Stadtroda (1925 bis 1994, vorher Roda)
56. Straußfurt (1816 bis 1841)
57. Suhl (1929 bis 1968)
58. Waltershausen (1858 bis 1922)
59. Wasungen (1829 bis 1868)
60. Weimar (1815 bis 1994)
61. Weißensee (1841 bis 1952)
62. Worbis (1816 bis 1994)
63. Zella-Mehlis (1968 bis 1994)
64. Zeulenroda (1952 bis 1994)